# Stammdurchmesser
Der Stammdurchmesser beziehungsweise der Stammumfang ist ein baumkundliches Maß für das Alter eines Baumes und die in ihm enthaltene Holzmasse. Spezieller spricht man auch von Brusthöhendurchmesser (BHD) respektive Brusthöhenumfang (BHU).

## Zu den verwendeten Maßen
Der Brusthöhendurchmesser und der Brusthöhenumfang werden in Mitteleuropa in einer Höhe von 130 Zentimetern über dem Boden bestimmt. In anderen Regionen sind andere Höhen gebräuchlich (USA: 4,5 feet, was etwa 137 cm entspricht, so auch in Japan auf 137 cm; in anderen Ländern mit nicht metrischem Maß häufig auch 5 feet, ca. 150 cm). Die Messhöhe leitet sich davon ab, dass hier ursprünglich in Armspannen die Klafter des Umfangs gemessen wurden.
Abweichend davon verwendet man im Naturschutz auch den Durchmesser respektive Umfang in 1 Meter Höhe, desgleichen auch in Baumschulen, da bei jungen Bäumen der Wurzelansatz kaum eine Rolle spielt.
In der Holzverarbeitung kann man am geschnittenen Baum (Rundholz) dann den Durchmesser schon direkt ermitteln. Da viele Baumsorten aber abholzig sind, also über die ganze Länge an Durchmesser abnehmen, misst man hierbei am Zopfende der Schnittware, also am ehemals oberen Ende des Baumstamms. Bei Hölzern mit starken Stammdickenschwankungen muss man vor dem Sägen von Schnittholz den kleinsten Durchmesser des Rundholzes bestimmen, um keine Ausschussware zu produzieren. Für Industrieholz spielt das weniger eine Rolle, hier rechnet man oft mit dem Mittelwert von Zopf- und Wurzelende oder Erfahrungswerten der Abholzigkeit einer Baumart. Zwischen Schlagort und Sägewerk oder anderer Holzverarbeitung wird auch je nach weiterer Nutzung von der Messung mit Rinde auf die ohne (Rundholzdurchmesser mit Rinde oder ohne Rinde) umgestellt, bei Hölzern mit wertlosem Splintholz teils auch ohne dieses.

## Messung

Brusthöhendurchmesser (BHD)
A = Hang-Oberseite
B = mittig zur Stammachse

Umfang und Durchmesser lassen sich leicht mit dem Faktor π ineinander umrechnen.
Als Messinstrument dient für den Umfang ein einfaches Maßband, für den Durchmesser meist eine Kluppe. Es können aber auch Durchmesser-Maßbänder verwendet werden, die den Durchmesser indirekt über das Verhältnis zum Umfang bestimmen. Die Messung mit der Kluppe (Kluppung) erfolgt zweifach über Kreuz (90° versetzt) und es wird ein Mittelwert aus den beiden Messungen bestimmt. Bei stark ovalem Baumquerschnitt werden die Kluppungen der schmalsten und der breitesten Stelle gemittelt. Wenn sich in Brusthöhe Äste, Beulen oder Wucherungen befinden, wird oberhalb und unterhalb davon gemessen und der Mittelwert gebildet. Im Zweifelsfall wird bei sonderwüchsigen Bäumen erfahrungsgemäß mehrmals gemessen und ein Mittelwert gebildet.
Bei Bäumen, die am Hang stehen, wird die Brusthöhe von 1,3 Metern in der Forstwirtschaft an der Hang-Oberseite (A in der Grafik) ermittelt, da man den ungleichmäßigen und stark verformten Stammfuß holzwirtschaftlich (d. h. im Sägewerk) nicht nutzt. Bei besonders dicken Bäumen ergibt die Messung an der Hang-Oberseite jedoch einen höheren Messpunkt. Das tatsächliche Dickenwachstum des Baumes, besonders bei einem sich verjüngenden Stamm (abholzig), wird dadurch reduziert wiedergegeben. Zur Erzielung vergleichbarer Werte ist es daher notwendig, bei dicken Bäumen, welche nicht für die  holzwirtschaftliche Verwertung vorgesehen sind, die Messung mittig zur Stammachse (B in der Grafik) vorzunehmen. Der Ansatz am Boden soll möglichst dem vermuteten Keimpunkt entsprechen, eventuelle Humusauflagen oder Aufschüttungen sollten also berücksichtigt werden. Nach dieser Methode werden die Messungen für das „Deutsche Baumarchiv“ durchgeführt, jedoch in 1 Meter statt in 1,3 Meter Höhe.

## Verwendung
Der Brusthöhendurchmesser wird bei forstlichen Bestandsaufnahmen für die Bestimmung insbesondere der Holzmasse ermittelt. Der hierfür besser geeignete Durchmesser in der Stammmitte eines Baumes könnte nur mit hohem Aufwand ermittelt werden, sodass man sich in der Regel mit einer leicht durchzuführenden Messung in Brusthöhe begnügt. In dieser Höhe ist bei den meisten Bäumen der Einfluss der Wurzelanläufe auf den Durchmesser nicht mehr vorhanden und die Durchmesserwerte weisen enge statistische Beziehungen zu anderen Kennwerten eines Bestandes (z. B. Grundfläche, Höhe oder Volumen) auf. Zur Ermittlung des Bestandsvolumens gibt es geeignete Volumentafeln.
Für die Umstellung der Messung von Durchmesser mit Rinde (Waldholz) auf Durchmesser ohne Rinde (Nutzholz) gibt es ebenfalls Tabellenwerte je nach Holzsorte und auch für regionale Standort-Eigenheiten. Desgleichen wird von Durchmesser ohne Rinde auf Kubikmeter nutzbarer Effektivmasse oder Gewicht über Tabellen je nach Stücklänge weitergerechnet.
Mit Stammdurchmesser respektive -umfang wird auch das Alter eines Baumes abgeschätzt. Diese Methode beruht auf Erfahrungswerten und ist nur bei älteren Bäumen halbwegs verlässlich, da das Dickenwachstum eines Baumes von zahlreichen Faktoren abhängig ist. Das Alter ließe sich am lebenden Baum nur mit einer aufwändigen Kernbohrung und einer dadurch möglichen Auszählung der Jahresringe genau ermitteln, was man aber wegen der unvermeidlichen Schädigung der Pflanze zu vermeiden sucht. Auch wenn der Kern bereits verfault und der Baum hohl ist, stößt diese Möglichkeit an ihre Grenzen. Daher ist das Schätzen bei nicht forstwirtschaftlich genutzten Bäumen, insbesondere schützenswerten, weit verbreitet. Da bei besonders alten Bäumen kaum Daten vorliegen, bleibt die Schätzung extrem unzuverlässig und ist allenfalls im Jahrhundertbereich möglich, oft nicht einmal das (Problem der „1000-jährigen“ Bäume).